# Celastrina coalita
Celastrina coalita är en fjärilsart som beskrevs av De Nicéville 1891. Celastrina coalita ingår i släktet Celastrina och familjen juvelvingar. Inga underarter finns listade i Catalogue of Life.